# Stadion Miejski w Braszowie
Stadion Miejski (rum. Stadionul Municipal) – nieistniejący już wielofunkcyjny stadion w Braszowie, w Rumunii. Został wybudowany w II połowie lat 70. XX wieku i rozebrany w latach 2008–2009. Mógł pomieścić 30 000 widzów.
Stadion Miejski w Braszowie powstał w II połowie lat 70. XX wieku. Na obiekcie rozegrano m.in. finał piłkarskiego Pucharu Rumunii w sezonie 1988/89 (29 czerwca 1989 roku: Steaua Bukareszt – Dinamo Bukareszt 1:0), dwa mecze towarzyskie zagrała tutaj również piłkarska reprezentacja Rumunii, 8 kwietnia 1987 roku z Izraelem (3:2) i 28 sierpnia 1991 roku przeciwko Stanom Zjednoczonym (0:2). Mecz Rumunii ze Stanami Zjednoczonymi był ostatnim spotkaniem, jaki odbył się na stadionie, później obiekt pozostawał opuszczony i powoli niszczał. W marcu 2008 roku rozpoczęto rozbiórkę areny (ukończoną w 2009 roku) w związku z planami budowy w jej miejscu nowoczesnego stadionu na 23 000 widzów. Po ukończeniu rozbiórki okazało się jednak że brakuje środków na budowę nowego obiektu i prace ostatecznie nie ruszyły, a w miejscu byłego stadionu pozostał pusty plac.